# Пурпурный Перигор
Пурпурный Перигор (фр. Périgord pourpre) — один из четырёх туристических районов современного французского департамента Дордонь, прежнего графства Перигор, наряду с чёрным, белым и зелёным Перигорами. Центром Пурпурного Перигора является город Бержерак.
Этот туристический район назван пурпурным по цвету виноградных листьев, который они приобретают осенью на виноградниках крупного винодельческого района Бержерак.
Пурпурный Перигор расположен в южной и юго-западной части департамента Дордонь и примерно соответствует территории округа Бержерак или прежнего края Пеи-дю-Гран-Бержеракуа.
Ландшафт территории Пурпурного Перигора менее холмистый и на смену лесам, характерным для соседнего Чёрного Перигора, приходят виноградники.